# Klub Prometeusz w Warszawie
Klub „Prometeusz” w Warszawie (ros. Клуб "Прометей" в Варшаве) – ośrodek ruchu prometejskiego w Polsce w II poł. lat 20. i latach 30. XX wieku

## Historia
Klub został utworzony pod koniec 1928 w Warszawie w ramach rozwoju ruchu prometejskiego z inicjatywy polskiego wywiadu wojskowego (Oddziału II Sztabu Generalnego Wojska Polskiego). Mieścił się przy Alejach Jerozolimskich 7. Jego oficjalna nazwa brzmiała następująco: „Prometeusz” – Liga zniewolonych przez Rosję narodów: Azerbejdżanu, Donu, Karelii, Gruzji, Idel-Uralu, Ingrii, Krymu, Komi, Kubania, Północnego Kaukazu, Turkiestanu i Ukrainy.
Szczególną rolę w organizacji ośrodka odegrali przedstawiciele ukraińskiej emigracji „petlurowskiej”, a przede wszystkim Isaak Baziak, który organizował wcześniej Klub „Niepodległość” w Paryżu.
Klub „Prometeusz” w Warszawie grupował przedstawicieli środowisk emigracyjnych różnych narodów zamieszkujących ZSRR. Na jego czele stał Ukrainiec prof. Roman Smal-Stocki, pełniący funkcję ministra spraw zagranicznych Rządu Ukraińskiej Republiki Ludowej na Emigracji. Funkcję zastępców pełnili Azer Mustafa-bek Wekilow i Gruzin Grigorij Nakaszydze, co odzwieciedlało rozkład sił w ośrodku. Do pozostałych działaczy należeli m.in. Symon Mdiwani, Mykoła Kowalewski, gen. Wołodymyr Salski, Łewko Czykałenko, Petro Sikora, Mehmet Amin Rasulzade, Mahomet Sunsz-Girej, Muhammed Ayaz İshaki, Abdullah Zichni, Barasbi Bajtugan, Pawło Sulaticki, Ławro Panasenko, Ali-bej Azertekin, Mir-Jakub Miechtiejew, Gawrił Tinin, Ihnatij Moszeg, Fecił Musliedzib, Ibrahim Czulikow, Jerzi Andrij Kriżaniwski, Michaił F. Frołow, płk W. A. Fiodorow.
Wśród polskich honorowych członków Klubu byli m.in. Jan Baudouin de Courtenay, Marceli Handelsman, Janusz Jędrzejewicz, Juliusz Kaden-Bandrowski, Adam Koc, Zygmunt Graliński, Aleksander Lednicki, Wacław Lipaszewicz, Kazimierz Okulicz, Stanisław Paprocki, Czesław Poznański, Stanisław Siedlecki, Stanisław Słoński, Stanisław Stempowski, Andrzej Strug, Stanisław Thugutt, Leon Wasilewski, Joachim Wołoszyński. Z Klubem „Prometeusz” byli związani też działacze prawicy, jak przywódca endecji Stanisław Grabski, czy adwokat Marian Niedzielski.
Celem działalności Klubu było podporządkowanie środowisk emigracyjnych wpływom polskim, a także propagowanie i wspieranie idei prometeizmu. Polska „dwójka” podjęła usilne starania, aby z warszawskiego Klubu „Prometeusz” utworzyć ideologiczne centrum dla całego ruchu prometejskiego, co na pocz. lat 30. częściowo udało się zrealizować. Jego kierownictwo wysyłało instrukcje dla rozmaitych organizacji „prometejskich”, działających nie tylko w Polsce, ale też w innych krajach Europy. Podobne kluby powstały w Paryżu, Helsinkach, Stambule i Harbinie.
Od 1934 były ogłaszane oficjalne komunikaty informacyjne, które służyły innym klubom za wytyczne do działalności. Wysyłano też emisariuszy „prometejskich” w roli instruktorów do innych państw (np. w 1932 do Finlandii i Turcji został posłany działacz tatarski Muhammed Ayaz İshaki). Ośrodek warszawski ściśle współpracował z Instytutem Wschodnim i redakcją jego organu prasowego kwartalnika „Wschód”. Co roku odbywały się zjazdy działaczy Klubu „Prometeusz”.
Organizowano liczne wykłady, odczyty, koncerty, seminaria, czy konferencje dotyczące kwestii narodowościowych na terenach Rosji Sowieckiej, a także samego reżimu stalinowskiego. Organizowano spotkania z emigracyjnymi politykami, np. prezydentem URL na uchodźstwie Andrijem Liwickim, ministrem spraw zagranicznych URL na uchodźstwie Ołeksandrem Szulhynem, czy ministrem spraw zagranicznych rządu gruzińskiego na uchodźstwie Jewgienijem Gegeczkori. Odbywały się uroczyste spotkania Klubu w kolejne rocznice proklamowania niepodległości przez poszczególne państwa.
Dla młodzieży prowadzono kursy różnego rodzaju. Sekcja żeńska pod przewodnictwem Ukrainki Wałentyny Zawadskiej i Gruzinki księżnej Barbary Bagrationi walczyła o prawo głosu w kobiecych organizacjach międzynarodowych.
Wyodrębniła się też sekcja studencka, która z czasem przyjęła nazwę „Młody Prometeusz”. Na jej czele stali Ukrainiec Iwan Łypowiecki, Gruzin Konrad (Kote) Imnadze i Osetyjczyk Billati Balo. Zadaniem sekcji było propagowanie idei prometejskiej wśród młodych przedstawicieli emigracji narodowościowej z ZSRR.
Na przełomie maja i czerwca 1936 Klub „Prometeusz” zorganizował w Warszawie Kongres Lingwistyczny, stanowiący reakcję na rusyfikacyjną politykę narodowościową prowadzoną przez władze Związku Sowieckiego. W listopadzie tego roku doszło z kolei do spotkania Klubu w celu wyrażenia protestu przeciwko nowej konstytucji stalinowskiej ZSRR, a także działaniom sowieckim wymierzonym w różne narody nierosyjskie. Wydane zostało specjalne oświadczenie w sprawie procesu i skazania na śmierć Nikołaja I. Bucharina.
Występowano z różnego rodzaju odezwami i proklamacjami dotyczącymi zazwyczaj polityki Związku Sowieckiego do Ligi Narodów. Podjęto również próby skłonienia państw europejskich do uznania politycznych przedstawicielstw emigracyjnych, ale okazały się one ostatecznie bezskuteczne. Działalność Klubu „Prometeusz” przerwał atak wojsk niemieckich na Polskę 1 września 1939.